# Fußball-Weltmeisterschaft der Frauen 2019/USA
Dieser Artikel behandelt die US-amerikanische Nationalmannschaft der Frauen bei der Fußball-Weltmeisterschaft der Frauen 2019 in Frankreich. Die US-Mannschaft nahm zum achten Mal an der Endrunde teil und ist damit weiterhin die einzige CONCACAF-Mannschaft, die für alle Austragungen qualifiziert war. Die USA qualifizierten sich durch Erreichen des Finales des CONCACAF Women’s Gold Cup 2018. Die USA konnten ihren Titel von 2015 verteidigen und sind nun nach Deutschland (2003 und 2007), die zweite Mannschaft der dies gelang. Während Deutschland aber 2003 und 2007 mit verschiedenen Trainerinnen antrat, stand bei den USA bei beiden Titeln Jill Ellis an der Seitenlinie. Sie stellten dabei neue Serienrekorde auf: Als erste Mannschaft konnten sie WM-übergreifend 12 Spiele in Folge gewinnen, wobei dieser Rekord auch neu für eine Trainerin ist, und 17 Spiele in Folge – außer durch Elfmeterschießen – nicht verlieren.

## Qualifikation
Als Qualifikation für die Mannschaften der CONCACAF diente der CONCACAF Women’s Gold Cup 2018, bei dem sich die beiden Finalisten und der Drittplatzierte direkt für die WM qualifizieren konnten und der Viertplatzierte die panamerikanischen Playoffs gegen den Dritten der Fußball-Südamerikameisterschaft der Frauen 2018 erreichen konnte. Die USA waren als Gastgeber und Titelverteidiger für den Gold Cup automatisch qualifiziert und trafen beim Turnier in den USA zunächst auf Mexiko, Panama sowie Trinidad und Tobago. Im ersten Spiel wurde Mexiko mit 6:0 bezwungen, was schon eine Vorentscheidung für den Gruppensieg bedeutete, da die beiden anderen Mannschaften in der FIFA-Weltrangliste schlechter platziert waren. Gegen Panama folgten dann ein 5:0 und gegen Trinidad und Tobago ein 7:0, womit der Gruppensieg feststand. Im Halbfinale traf die Mannschaft auf Jamaika, das in der Parallelgruppe den vorherigen WM-Teilnehmer Costa Rica mit 1:0 bezwungen und damit auf den dritten Platz verwiesen hatte. Mit 6:0 qualifizierten sich die US-Amerikanerinnen für das Finale und die WM in Frankreich. Im Finale verteidigten sie dann den Titel gegen Kanada mit einem 2:0-Sieg – der 50. Sieg im 60. Spiel gegen den nördlichen Nachbarn.
Insgesamt setzte Nationaltrainerin Jill Ellis 20 Spielerinnen ein, von denen elf bereits im Kader für die WM 2015 standen. Die beiden Torhüterinnen Ashlyn Harris (1 Einsatz) und Alyssa Naeher (4 Einsätze) waren dort aber nicht eingesetzt worden. Vier Spielerinnen kamen in allen fünf Spielen zum Einsatz. Beste Torschützinnen waren Alex Morgan, die im Halbfinale ihr 150. Länderspiel machte, mit sieben Toren sowie Tobin Heath mit vier Toren. Insgesamt steuerten zehn Spielerinnen mindestens ein Tor zu den insgesamt 26 Toren bei.

### Gruppenspiele
| Rang | Land                | Tore | Punkte |
| ---- | ------------------- | ---- | ------ |
| 1    | USA                 | 18:0 | 9      |
| 2    | Panama              | 5:5  | 6      |
| 3    | Mexiko              | 4:9  | 3      |
| 4    | Trinidad und Tobago | 1:14 | 0      |

| 4. Oktober 2018 im WakeMed Soccer Park in Cary  |   |        |           |                                             |
| USA                                             | – | Mexiko | 6:0 (1:0) | Morgan (2), Rapinoe (2), Ertz, Heath        |
| 7. Oktober 2018 im WakeMed Soccer Park in Cary  |   |        |           |                                             |
| Panama                                          | – | USA    | 0:5 (0:4) | Carli Lloyd (3), Mewis, Press               |
| 10. Oktober 2018 im WakeMed Soccer Park in Cary |   |        |           |                                             |
| Trinidad und Tobago                             | – | USA    | 0:7 (0:4) | Lavelle (2), Morgan (2), Dunn, Heath, Horan |

### Halbfinale
| 14. Oktober 2018 in Frisco, Toyota Stadium |   |         |           |                                      |
| USA                                        | – | Jamaika | 6:0 (5:0) | Heath (2), Morgan (2), Ertz, Rapinoe |

### Finale
| 17. Oktober 2018 in Frisco, Toyota Stadium |   |        |           |                 |
| USA                                        | – | Kanada | 2:0 (1:0) | Lavelle, Morgan |

## Vorbereitung

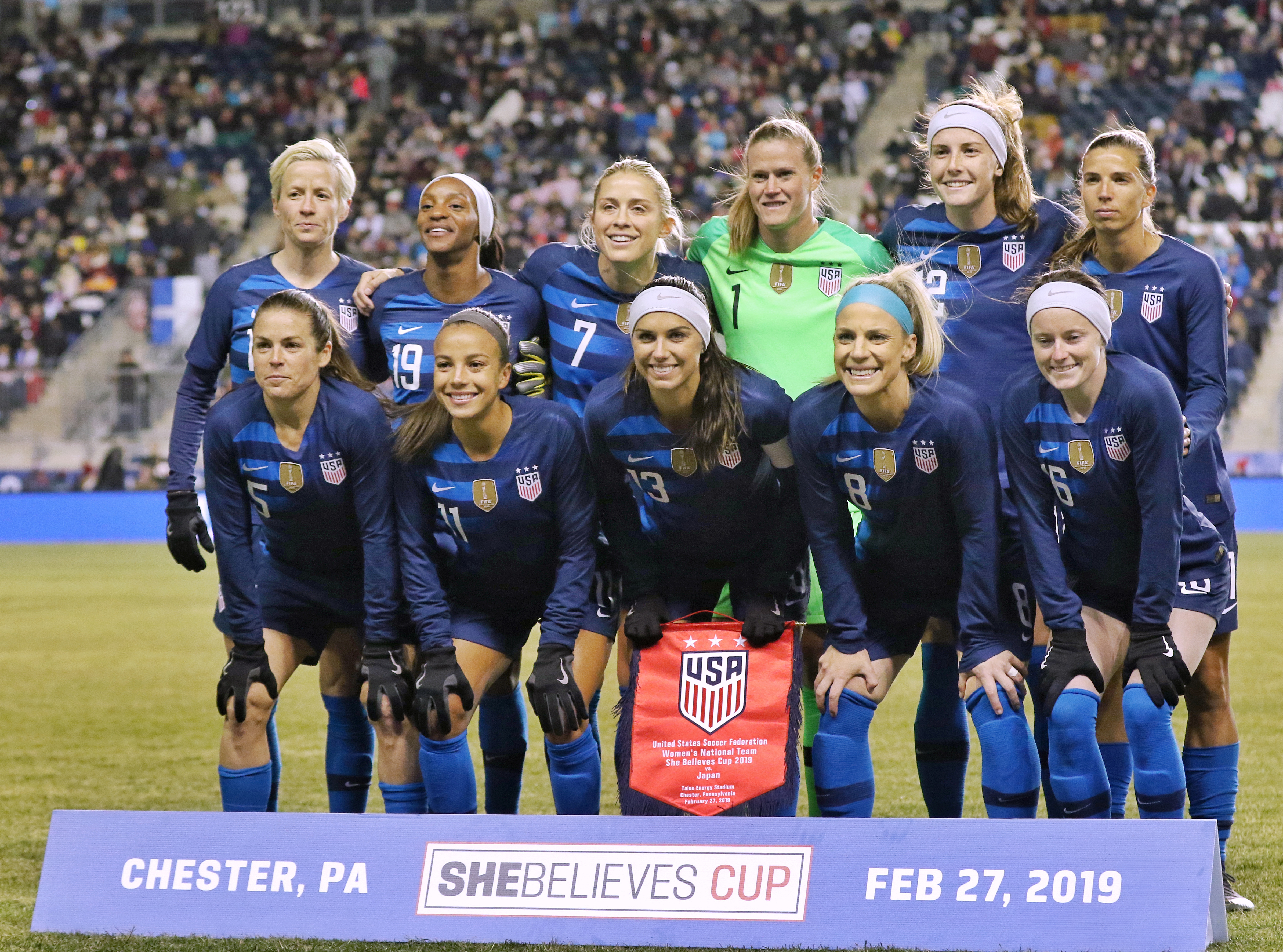
Die Mannschaft vor dem Spiel gegen Japan am 27. Februar 2019

Im November reisten die US-Amerikanerinnen nach Europa, wo sie gegen Portugal und Schottland jeweils mit 1:0 gewannen. Im Januar 2019 stand ein weiterer Europatripp an, wo sie gegen WM-Gastgeber Frankreich (1:3) und erstmals gegen Spanien (1:0) spielten. Ende Februar/Anfang März richteten sie wieder den SheBelieves Cup aus, wo wieder England (2:2) sowie erstmals Südamerikameister Brasilien (1:0) und  Asienmeister Japan (2:2) mitmachten. Hinter England belegten die US-Amerikanerinnen den zweiten Platz. Danach folgten Heimspiele im April gegen Australien (5:3, mit dem 100. Länderspieltor von Alex Morgan) und Belgien (6:0), gegen das noch nie gespielt wurde, sowie im Mai gegen WM-Neuling Südafrika (3:0), Ozeanienmeister Neuseeland (5:0) und Mexiko (3:0).

## Kader
Am 1. Mai wurde der Kader für die WM bekannt gegeben.
| Nr.         | Spielerin         | Geburts- datum | Debüt | Verein                          | Länder- spiele | Länder- spieltore | Letzter Einsatz | WM-Spiele, -Tore        | WM 2019 | WM 2019 | WM 2019     | WM 2019         | WM 2019    | WM 2019 |
| Nr.         | Spielerin         | Geburts- datum | Debüt | Verein                          | Länder- spiele | Länder- spieltore | Letzter Einsatz | WM-Spiele, -Tore        | Sp.     | [ K 3 ] | Gelbe Karte | Gelb-Rote Karte | Rote Karte |         |
| Tor         | Tor               | Tor            | Tor   | Tor                             | Tor            | Tor               | Tor             | Tor                     | Tor     | Tor     | Tor         | Tor             | Tor        |         |
| ----------- | ----------------- | -------------- | ----- | ------------------------------- | -------------- | ----------------- | --------------- | ----------------------- | ------- | ------- | ----------- | --------------- | ---------- | ------- |
| 21          | Adrianna Franch   | 12.11.1990     | 2019  | Portland Thorns FC              | 01             | 0                 | 02.03.2019      |                         |         |         |             |                 |            |         |
| 18          | Ashlyn Harris     | 19.10.1985     | 2013  | Orlando Pride                   | 021            | 0                 | 07.04.2019      | 0 (2015)                |         |         |             |                 |            |         |
| 01          | Alyssa Naeher     | 20.04.1988     | 2014  | Chicago Red Stars               | 046            | 0                 | 26.05.2019      | 0 (2015)                | 7       |         |             |                 |            |         |
| Abwehr      |                   |                |       |                                 |                |                   |                 |                         |         |         |             |                 |            |         |
| 07          | Abby Dahlkemper   | 13.05.1993     | 2016  | NC Courage                      | 040            | 0                 | 26.05.2019      |                         | 7       |         | 1           |                 |            |         |
| 12          | Tierna Davidson   | 19.09.1998     | 2018  | Chicago Red Stars               | 020            | 01                | 12.05.2019      |                         | 1       |         |             |                 |            |         |
| 19          | Crystal Dunn      | 03.07.1992     | 2013  | NC Courage                      | 085            | 024               | 26.05.2019      |                         | 6       |         |             |                 |            |         |
| 11          | Alexandra Krieger | 28.07.1984     | 2007  | Orlando Pride                   | 100            | 01                | 16.05.2019      | 13 (2011, 2015)         | 3       |         |             |                 |            |         |
| 05          | Kelley O’Hara     | 04.08.1988     | 2010  | Utah Royals FC                  | 118            | 02                | 26.05.2019      | 4,1 (2011, 2015)        | 6       |         | 1           |                 |            |         |
| 04          | Becky Sauerbrunn  | 06.06.1985     | 2008  | Utah Royals FC                  | 158            | 0                 | 26.05.2019      | 8 (2011, 2015)          | 6       |         |             |                 |            |         |
| 14          | Emily Sonnett     | 25.11.1993     | 2015  | Portland Thorns FC              | 033            | 0                 | 26.05.2019      |                         | 1       |         |             |                 |            |         |
| Mittelfeld  |                   |                |       |                                 |                |                   |                 |                         |         |         |             |                 |            |         |
| 06          | Morgan Brian      | 26.02.1993     | 2013  | Chicago Red Stars               | 082            | 06                | 19.01.2019      | 6 (2015)                | 1       |         |             |                 |            |         |
| 08          | Julie Ertz        | 06.04.1992     | 2013  | Chicago Red Stars               | 082            | 018               | 26.05.2019      | 7 (2015)                | 6       | 1       |             |                 |            |         |
| 09          | Lindsey Horan     | 26.05.1994     | 2013  | Portland Thorns FC              | 068            | 008               | 26.05.2019      |                         | 6       | 2       | 1/1         |                 |            |         |
| 16          | Rose Lavelle      | 14.05.1995     | 2017  | Washington Spirit               | 027            | 07                | 26.05.2019      |                         | 6       | 3       |             |                 |            |         |
| 20          | Allie Long        | 13.08.1987     | 2014  | Reign FC                        | 045            | 006               | 26.05.2019      |                         | 1       |         | 1           |                 |            |         |
| 03          | Samantha Mewis    | 09.10.1992     | 2014  | NC Courage                      | 050            | 012               | 26.05.2019      |                         | 6       | 2       |             |                 |            |         |
| Angriff     |                   |                |       |                                 |                |                   |                 |                         |         |         |             |                 |            |         |
| 17          | Tobin Heath       | 29.05.1988     | 2008  | Portland Thorns FC              | 150            | 030               | 26.05.2019      | 10,1 (2011, 2015)       | 6       |         |             |                 |            |         |
| 10          | Carli Lloyd       | 16.07.1982     | 2005  | Sky Blue FC                     | 274            | 110               | 26.05.2019      | 18,7 (2007, 2011, 2015) | 7       | 3       |             |                 |            |         |
| 22          | Jessica McDonald  | 28.02.1988     | 2016  | NC Courage                      | 007            | 002               | 07.04.2019      |                         | 1       |         |             |                 |            |         |
| 13          | Alex Morgan       | 02.07.1989     | 2010  | Orlando Pride                   | 163            | 101               | 26.05.2019      | 12,3 (2011, 2015)       | 6       | 6       |             |                 |            |         |
| 23          | Christen Press    | 29.12.1988     | 2013  | Utah Royals FC                  | 116            | 048               | 26.05.2019      | 4,1 (2015)              | 7       | 1       |             |                 |            |         |
| 02          | Mallory Pugh      | 29.04.1998     | 2016  | Washington Spirit               | 053            | 016               | 26.05.2019      |                         | 3       | 1       |             |                 |            |         |
| 15          | Megan Rapinoe     | 05.07.1985     | 2006  | Reign FC                        | 153            | 044               | 26.05.2019      | 12,2 (2011, 2015)       | 5       | 6       | 1           |                 |            |         |
| Trainerstab |                   |                |       |                                 |                |                   |                 |                         |         |         |             |                 |            |         |
| Head Coach  | Jill Ellis        | 06.09.1966     | 2014  | United States Soccer Federation |                |                   |                 | 7 (2015)                |         | 7       |             |                 |            |         |

1. ↑  Stand: Mai 2019
2. 1 2  Stand: Vor der WM 2019
3. ↑  Zudem ein Eigentor durch die Schwedin Jonna Andersson
4. ↑  Als Julie Johnston
5. ↑  Im Spiel gegen Chile
6. ↑  In der 1. Halbzeit des Spiels gegen Schweden, im Spiel gegen Frankreich und gegen England
7. ↑  In den Spielen gegen Thailand, Spanien und die Niederlande

## Auslosung
Für die am 8. Dezember 2018 stattgefundene Auslosung der WM-Gruppen waren die USA aufgrund der Platzierung in der FIFA-Weltrangliste vom 7. Dezember 2018 Topf 1 zugeteilt. Die Mannschaft konnte somit nicht auf Deutschland, Nachbar Kanada oder Gastgeber Frankreich treffen, die ebenfalls in Topf 1 waren. Aufgrund des Modus konnte sie zudem nicht auf Jamaika treffen. Die USA wurden als letzter Gruppenkopf für die Gruppe F geloste. Zugelost wurden wie vier Jahre zuvor  Schweden, WM-Neuling Chile und Thailand.
Schweden ist vierthäufigster Gegner der USA nach Kanada, China und Norwegen. Beide trafen auch von allen Mannschaften am häufigsten bei WM-Turnieren aufeinander. In fünf Vorrunden gab es drei Siege für die USA 1991, 2003 und 2007, ein Remis bei der letzten Austragung 2015 und eine Niederlage bei der vorletzten WM 2011. Insgesamt gab es 21 Siege, neun Spiele ohne Sieger, sechs normale Niederlagen und zwei Niederlagen im Elfmeterschießen, darunter die besonderes schmerzliche im Viertelfinale bei den letzten Olympischen Spielen 2016, die zum Ausschluss von Rekordtorhüterin Hope Solo geführt hatte, nachdem sich diese über die defensive Spielweise der Schwedinnen beschwert hatte.
Gegen Chile wurde erstmals Ende August/Anfang September gespielt und beide Spiele wurden gewonnen (3:0 und 4:0). Gegen Thailand, 50. Länderspielgegner der USA, gab es erst ein Spiel, das im September 2016 mit 9:0 gewonnen wurde.

## Gruppenspiele
| Pl. | Land     | Sp. | S | U | N | Tore    | Diff. | Punkte |
| --- | -------- | --- | - | - | - | ------- | ----- | ------ |
| 1.  | USA      | 3   | 3 | 0 | 0 | 018:000 | +18   | 09     |
| 2.  | Schweden | 3   | 2 | 0 | 1 | 007:300 | +4    | 06     |
| 3.  | Chile    | 3   | 1 | 0 | 2 | 002:500 | −3    | 03     |
| 4.  | Thailand | 3   | 0 | 0 | 3 | 001:200 | −19   | 0      |

| Di., 11. Juni 2019 in Reims    |   |          |            |
| USA                            | – | Thailand | 13:0 (3:0) |
| So., 16. Juni 2019 in Paris    |   |          |            |
| USA                            | – | Chile    | 03:0 (3:0) |
| Do., 20. Juni 2019 in Le Havre |   |          |            |
| Schweden                       | – | USA      | 00:2 (0:1) |

## K.-o.-Runde
Im Achtelfinale spielten die US-Amerikanerinnen erstmals in einem WM-Spiel gegen Spanien, gegen das sie am 22. Januar 2019 erstmals gespielt hatten und mit 1:0 gewannen. Auch das Achtelfinalspiel wurde nur knapp mit 2:1 gewonnen, wobei sie das  erste Turniergegentor kassierten. Im Viertelfinale trafen sie dann erstmals in einem WM-Spiel auf den Gastgeber und konnten auch dieses Spiel – wie das Spiel gegen Spanien – durch zwei Tore von Megan Rapinoe mit 2:1 gewinnen. Damit stehen die USA wie bei den vorherigen sieben WM-Turnieren im Halbfinale, wo sie auf England treffen werden. Gegen die Engländerinnen hatten sie zuletzt beim SheBelieves Cup 2019 2:2 gespielt. Den letzten Sieg gab es beim SheBelieves Cup 2018, die letzte Niederlage beim SheBelieves Cup 2017.
| Mo., 24. Juni 2019 um 18:00 (MESZ) in Reims     |   |             |           |
| Spanien                                         | – | USA         | 1:2 (1:1) |
| Fr., 28. Juni 2019 um 21:00 Uhr (MESZ) in Paris |   |             |           |
| Frankreich                                      | – | USA         | 1:2 (0:1) |
| Di., 2. Juli 2019 um 21:00 Uhr (MESZ) in Lyon   |   |             |           |
| England                                         | – | USA         | 1:2 (1:2) |
| So., 7. Juli 2019 in Lyon                       |   |             |           |
| USA                                             | – | Niederlande | 2:0 (0:0) |

## Auszeichnungen
- Tobin Heath: Spielerin des Spiels gegen Schweden
- Alex Morgan: Spielerin des Spiels gegen Thailand und England
- Megan Rapinoe: Spielerin des Spiels gegen Spanien, Frankreich und die Niederlande, beste Spielerin und Torschützenkönigin des Turniers